# McKinsey & Company
McKinsey & Company — международная консалтинговая компания, специализирующаяся на решении задач, связанных со стратегическим управлением. В качестве консультанта сотрудничает с крупнейшими мировыми компаниями, государственными учреждениями и некоммерческими организациями.

## История
James O. McKinsey & Company была основана в 1926 году (по другим данным — в 1924 или 1925 году) Джеймсом О. Маккинзи в Чикаго. Джеймс Маккинзи — профессор бухгалтерского учёта школы бизнеса Чикагского университета, который первым предложил использовать финансовое планирование в качестве средства управления. Первым клиентом стала компания по расфасовке мяса Armour & Company. В качестве партнёров в свою фирму Маккинзи нанимал менеджеров различных компаний, обычно в возрасте 40—50 лет. К 1930 году в фирме было 15 партнёров. В 1932 году был открыт филиал в Нью-Йорке. Партнёры фирмы предоставляли клиентам консультации по наиболее эффективной организации бизнеса; их услуги пользовались большим спросом и обходились по 100 долларов в день, сам Маккинзи оценивал свои услуги в 500 долларов ($11,5 тыс. в ценах 2024 года). Marshal Field's, сеть универмагов, которая была одним из клиентов, в 1935 году убедила Маккинзи покинуть собственную фирму и стать её генеральным директором. В 1937 году Маккинзи скоропостижно скончался от пневмонии.

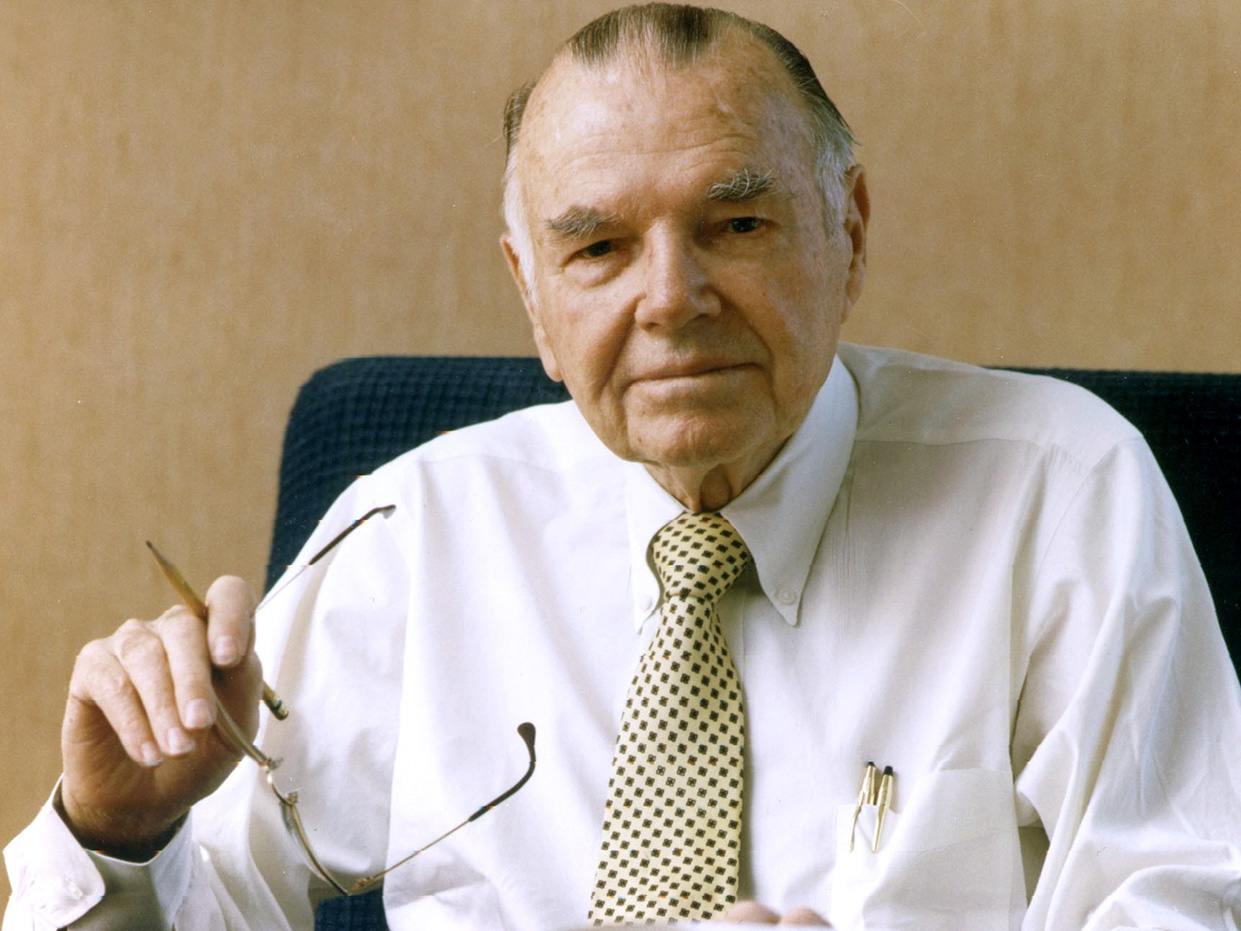
Марвин Бауэр

Преемником Маккинзи стал Марвин Бауэр, присоединившийся к фирме в 1933 году как глава нью-йоркского офиса. В 1939 году Бауэр переименовал офис фирмы в Нью-Йорке в McKinsey & Company. Один из первых партнёров фирмы, Эндрю Т. Карни, сохранил чикагский офис фирмы и назвал его своим именем, тем самым положив начало конкурирующей фирме A.T. Kearney, также занимающейся управленческим консалтингом.
В 1950-х годах, под руководством Бауэра, фирма начала принимать в партнёры не зрелых специалистов, а выпускников престижных колледжей. Хотя клиенты поначалу не очень одобряли это изменение, тем не менее выручка фирмы выросла с 2 млн долларов в 1950 году до 200 млн в 1967 году, когда Бауэр ушёл из фирмы. К концу 1950-х годов у фирмы было 5 офисов, а в 1959 году в Лондоне был открыт первый зарубежный. В 1960-х и 1970-х годах были открыты офисы в Германии, Франции, Швейцарии, Бельгии, Италии, Нидерландах и Скандинавии, позже — в Японии и Австралии.
С 1976 по 1988 год фирму возглавлял Рональд Дэниел (R. Ronald Daniel, 1930—2023). К концу 1980-х годов большинство старших партнёров были иностранцами по происхождению, но получившие образование в США. К этому времени общее число партнёров достигло 1800, а выручка — 510 млн долларов. В то же время консультации фирмы не всегда были благотворными, например, в середине 1980-х годов General Motors, по рекомендации McKinsey, сократил число подразделений с 5 до 2, но это лишь усугубило проблемы автоконцерна.
В 1988 году фирму возглавил Фрэд Глак (Fred Gluck). Его инновацией было создание 15 «центров компетентности», которые обобщали информацию от консультантов фирмы по всему миру по специализированным темам, таким как корпоративные финансы или логистика. Также в этот период ведение дел было компьютеризировано. В 1989 году была куплена компания Information Consulting Group, которая предоставляла услуги по цифровой трансформации. К 1992 году выручка достигла 1,2 млрд долларов, из них 60 % приходилось на зарубежные операции.
В 1994 году главой McKinsey стал первый неамериканец — Раджат Гупта (Rajat Gupta). За 9 лет его правления число офисов McKinsey выросло с 58 до 84, в основном в Азии и Восточной Европе, число сотрудников — с 2900 до 7700, а выручка достигла 3,4 млрд долларов. В то же время, как отмечали аналитики, с ростом фирмы упало качество обслуживания, несколько клиентов в этот период, включая Enron и Swissair, обанкротились.
С началом пандемии коронавируса многие федеральные и местные ведомства США привлекали McKinsey для разработки стратегии борьбы с распространением заболевания, только за первые 4 месяца пандемии общая сумма контрактов с госучреждениями превысила 100 млн долларов.
В мае 2022 года McKinsey продала российскую дочернюю компанию «Мак-Кинзи и компания СиАйЭс» её руководителям. Самую крупную долю (33 % акций) получил гендиректор Яков Сергиенко. 
В августе 2022 года «Мак-Кинзи и компания СиАйЭс» объявила о переименовании в «Яков и партнёры» (смена названия была одним из условий сделки).

## Организация
Высшим органом управления McKinsey & Co является совет акционеров (англ. Shareholders Council), состоящий из управляющего партнёра и 30 старших партнёров, избираемых сотрудниками-партнёрами фирмы на трёхлетний срок. С 2021 года управляющим партнёром является Роберт Стернфелс (Bob Sternfels).
Офисы McKinsey & Co имеются более чем в 65 странах мира, каждый офис возглавляет один из старших партнёров. У McKinsey & Co 6 операционных регионов: Северная Америка, Латинская Америка, Европа, Восточная Европа, Ближний Восток, Китай, остальная Азия.
В McKinsey & Co. работает около 9000 консультантов в 94 офисах, открытых в более чем 60 странах мира. Клиентами компании являются три из пяти крупнейших мировых корпораций, две трети компаний из Fortune 1000, правительства и другие некоммерческие организации.
Миссия: «Построить фирму, которая может привлекать, развивать, побуждать, мотивировать и удерживать исключительных людей».

### Принципы и методы найма
Фирма старается привлечь лучших выпускников лучших бизнес-школ, юридических, экономических и технических факультетов, плюс ищет перспективных соискателей среди учёных и политиков. На поиск потенциальных сотрудников выделяются существенные ресурсы.
Успешный кандидат должен показать отличные аналитические способности, лидерские качества, умение работать в команде, представить подтверждения достижений на предыдущих местах работы.
Основным инструментом при проведении собеседования с кандидатами являются разнообразные кейсы: от основанных на реальных проектах компании, до самых фантастических. Единственного правильного ответа не существует. Задача — понять, насколько хорошо кандидат сумеет разобраться в проблеме, разбить её на составляющие, сформулировать правильные вопросы и разумные предположения.
В фирме действует принцип «Расти или уходи».

## Выпускники McKinsey
Бывших консультантов фирмы можно найти в руководстве многих компаний как в США, так и в других странах. По состоянию на 2008 год по всему миру работало 19 тыс. выпускников McKinsey. Согласно исследованию, проведённому USA Today, вероятность того, что консультант McKinsey станет генеральным директором какой-либо компании, составляет 1 к 690, самая высокая по сравнению с любой другой организацией в мире. Также немало выпускников McKinsey и среди политиков. При этом обычно выпускники McKinsey поддерживают связь как с другими выпускниками, так и с бывшим работодателем.
Одним из наиболее скандально известных выпускников является Джеффри Скиллинг, приговорённый к 24 годам тюремного заключения за роль в банкротстве корпорации Enron. При этом, Enron оставалась клиентом McKinsey вплоть до объявления о банкротстве в 2001 году.

## McKinsey Investment Office Partners
Компания McKinsey контролирует хедж-фонд McKinsey Investment Office Partners (MIO Partners) с активами на $9,5 млрд. Вкладывать средства в этот фонд могут только действующие и бывшие сотрудники McKinsey.

## Критика
Компанию McKinsey обвиняли в том, что она довела до банкротства швейцарскую авиакомпанию Swissair предложенной в 1990-е годы «стратегией охотника», заключавшейся в скупке дешёвых европейских авиаперевозчиков и улучшении уровня их обслуживания по швейцарским стандартам. Также, по мнению ряда экспертов, представителям McKinsey не удалось помочь обанкротившемуся авиаперевозчику «Трансаэро».
В 2012 году один из консультантов McKinsey, Анил Кумар, был осуждён за инсайдерскую торговлю: он передал конфиденциальную информацию о клиенте, компании AMD, Раджу Раджаратнаму, владельцу группы хедж-фондов Galleon Group. В этом же деле оказался замешан бывший глава McKinsey Раджат Гупта, он был осуждён на 2 года тюремного заключения.
В 2015 году McKinsey по заказу правителей Саудовской Аравии выявляла, кто стоит за аккаунтами социальной сети Twitter, критиковавших руководство страны; позже многие из них были арестованы.
По словам публициста Тьерри Мейсана, компания McKinsey сумела обеспечить в 2017 году победу Эммануэля Макрона на президентских выборах во Франции, но ещё в 2012 году якобы по поручению ЦРУ и АНБ следила за тогдашними выборами. Услугами компании Макрон воспользовался в 2017 году бесплатно, но обращался к компании и в дальнейшем (в том числе и в плане кампании по вакцинации от COVID). С 2018 года расходы французского госбюджета на консультационные услуги выросли в два раза, превысив отметку в миллиард евро в 2021 году, однако с 2011 по 2020 годы компания не платила налоги в казну государства. Скандал с деятельностью McKinsey разразился 17 марта 2022 года в канун очередных выборов после того, как Сенат Франции опубликовал доклад о росте влияния иностранных консалтинговых фирм на французскую политику. Об этом высказались конкуренты Макрона на выборах: Марин Ле Пен напомнила о неуплате налогов компанией, а Эрик Земмур и вовсе обвинил Макрона в фактической передаче американцам статистических данных о Франции.
В 2022 году офис фирмы в ЮАР был обвинён в коррупции. Речь шла о крупном контракте на покупку локомотивов для местной транспортной компании Transnet. После привлечения консультанта McKinsey Викаса Сагара (Vikas Sagar) стоимость контракта выросла почти на 1 млрд долларов.
Также фирму обвиняли с содействии развитию опиоидной эпидемии в США. Фирма разрабатывала стратегию продвижения препарата OxyContin (оксикодон) для компании Purdue Pharma. По различным искам McKinsey в сумме пришлось уплатить около 1 млрд долларов, кроме того, против неё было начато расследование Министерством юстиции США.